# Canali (azienda)
Canali SpA è un'azienda italiana attiva nella produzione di abbigliamento per uomo.

## Storia
L'azienda viene fondata a Triuggio (Provincia di Monza e della Brianza) nel 1934 da Giacomo e Giovanni Canali.
Negli anni seguenti l’attività cresce e l'azienda arriva ad avere circa 100 dipendenti, fino allo scoppio della Seconda Guerra Mondiale.
Inizialmente focalizzata sulla produzione di impermeabili, l'azienda decide successivamente di investire nella produzione di abiti sartoriali. Negli anni '50 la guida dell'azienda passa alla seconda generazione di Canali
Nel 1953 nascono la Fratelli Canali S.p.a. e il marchio Cafra.
Negli anni '80 Canali apre sedi in USA, Inghilterra, Francia. Negli anni '90 i capi Canali sono esportati in Russia, Cina, India e Oceania.
Nel giugno 2013 la gestione di Canali passa alla terza generazione della famiglia. Negli stessi anni viene inoltre introdotta la collezione sportswear - Black Edition e nasce la Fondazione Canali Onlus, un organismo sociale senza scopi di lucro.
Dal 2012 l'87.5% della produzione totale è destinata all'esportazione, il primo mercato di sbocco sono gli Stati Uniti.